# Bahnstrecke Jaworzno Szczakowa–Mysłowice
| Verlauf der Bahnstrecke Jaworzno Szczakowa–Mysłowice |                      |                                         |                                         |
| Streckennummer: | 134                  |                                         |                                         |
| Kursbuchstrecke: | 140                  |                                         |                                         |
| Streckenlänge: | 12,418 km            |                                         |                                         |
| Spurweite: | 1435 mm (Normalspur) |                                         |                                         |
| Stromsystem: | 3 kV =               |                                         |                                         |
| Zweigleisigkeit: | durchgehend          |                                         |                                         |
| |                      |                                         |                                         |
| \| \| \| von Kraków \| \| \| \| \| von Bukowno \| \| \| \| 0,000 \| Jaworzno Szczakowa \| Jaworzno Szczakowa \| \| \| \| nach Bolęcin \| \| \| \| \| nach Dąbrowa Górnicza \| \| \| \| 2,852 \| von der Strecke Dąbrowa Górnicza–Kraków \| von der Strecke Dąbrowa Górnicza–Kraków \| \| \| 7,532 \| Sosnowiec Jęzor \| Sosnowiec Jęzor \| \| \| \| S 1 \| \| \| \| \| DK 79 \| \| \| \| \| nach Mysłowice Brzezinka \| \| \| \| \| von Oświęcim \| \| \| \| 12,418 \| Mysłowice \| Mysłowice \| \| \| \| nach Katowice \| \| |                      |                                         |                                         |
| Strecke |                      | von Kraków                              | von Kraków                              |
| Abzweig geradeaus und von rechts |                      | von Bukowno                             | von Bukowno                             |
| Bahnhof | 0,000                | Jaworzno Szczakowa                      | Jaworzno Szczakowa                      |
| Abzweig geradeaus und nach links |                      | nach Bolęcin                            | nach Bolęcin                            |
| Abzweig geradeaus, nach rechts und von rechts |                      | nach Dąbrowa Górnicza                   | nach Dąbrowa Górnicza                   |
| Abzweig geradeaus und von rechts | 2,852                | von der Strecke Dąbrowa Górnicza–Kraków | von der Strecke Dąbrowa Górnicza–Kraków |
| Bahnhof | 7,532                | Sosnowiec Jęzor                         | Sosnowiec Jęzor                         |
| Strecke mit Straßenbrücke |                      | S 1                                     | S 1                                     |
| Strecke mit Straßenbrücke |                      | DK 79                                   | DK 79                                   |
| Abzweig geradeaus und nach links |                      | nach Mysłowice Brzezinka                | nach Mysłowice Brzezinka                |
| Abzweig geradeaus und von links |                      | von Oświęcim                            | von Oświęcim                            |
| Bahnhof | 12,418               | Mysłowice                               | Mysłowice                               |
| Strecke |                      | nach Katowice                           | nach Katowice                           |

Die knapp 13 Kilometer lange Bahnstrecke Jaworzno Szczakowa–Mysłowice der polnischen Staatsbahn Polskie Koleje Państwowe (PKP) liegt im Osten der polnischen Woiwodschaft Śląskie. Die Strecke ist die geradlinige Fortsetzung des Ostteils der Bahnstrecke Kraków–Jaworzno Szczakowa–Dąbrowa Górnicza Ząbkowice und bildete mit diesem sowie einem kurzen Abzweig zur damaligen österreichisch-russischen Grenze das Netz der Krakau-Oberschlesischen Eisenbahn.

## Geschichte

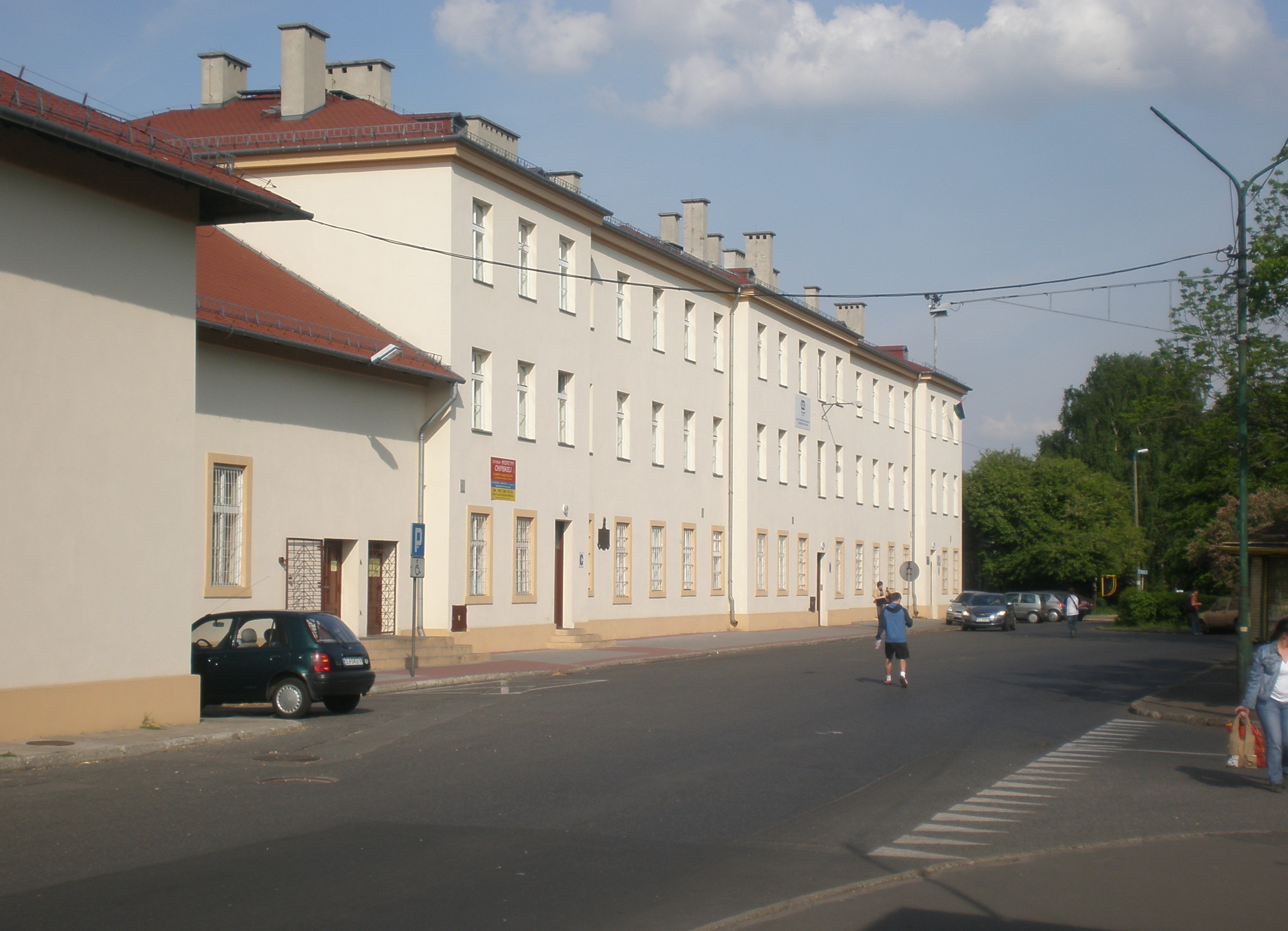
Bahnhof Jaworzno Szczakowa

Die Krakau-Oberschlesische Eisenbahn entstand auf Initiative des Senats der Stadt Krakau (Kraków), dem das Privileg zum Bau und Betrieb erteilt wurde. Am 13. Oktober 1847 ging die Gesamtstrecke von Krakau bis  Myslowitz (Mysłowice) in Betrieb. Ab 1848 stellte sie eine Verbindung zwischen der Warschau-Wiener Eisenbahn und der preußischen Oberschlesischen Eisenbahn dar. Dadurch verband sie sowohl Krakau als wichtigste Stadt im damals österreichischen Teil Polens als auch Warschau als wichtigste Stadt im damals russischen Teil Polens mit dem mitteleuropäischen Eisenbahnnetz. Erst 1856 entstand eine nur über österreichisches Gebiet führende Verbindung von Wien nach Krakau. 1850 erfolgte die Übernahme durch die k.k. Östliche Staatsbahn. 1858 wurde der Betrieb von der Kaiser-Ferdinands-Nordbahn übernommen.
Heute wird die Strecke von der polnischen Staatsbahn PKP betrieben, welche die Verbindung unter der Streckennummer 134 führt. Die Strecke ist Bestandteil des Korridors E 30, welcher als durchgehende Schienenverbindung im südlichen Polen zwischen der deutschen Grenze bei Görlitz sowie der ukrainischen Grenze bei Medyka ausgebaut werden soll.